# Pisistrátidas
Los Pisistrátidas o Peisistrátidas (en griego antiguo Πεισιστρατίδες o Πεισιστρατίδαι) eran los descendientes y parientes del tirano de Atenas Pisístrato, según los historiadores antiguos, pero principalmente se referían a sus dos hijos y sucesores, Hipias e Hiparco. Cuando se referían a los hijos, los presentaban en plural como co-gobernantes, aunque según la mayoría -pero no todos- de los historiadores, el líder principal parecía ser Hipias. Sin embargo, algunos consideran que Hiparco era el líder principal y el primogénito. El término "periodo de los Peisistrátidas" suele referirse al período de 527-510 a. C., desde la muerte de Peisístrato en la primavera de 527 a. C. hasta la restauración de la democracia ateniense en el verano de 510 a. C., aunque algunos historiadores incluyen en ella el período de gobierno del propio Peisístrato (560-528 a. C.), examinando en conjunto las obras públicas y los desarrollos políticos de todo el período en que Atenas fue una tiranía.

## Otros usos del término
Con frecuencia, el término se utilizaba no solo para designar a los dos hijos, sino más ampliamente para expresar la dinastía familiar que controlaba con parientes o miembros de su entorno todos los puestos administrativos. Luego, cuando la familia fue exiliada y los hijos de Pisístrato murieron, el término se usaba como apellido familiar, es decir, para todos los descendientes o parientes de Pisístrato, independientemente de si tenían poder o no.
También se usaba el término para describir el sistema político de la tiranía, tal como se aplicó en algún momento posterior, cuando posiblemente había sido alterado de alguna manera, para distinguirlo de la tiranía de Peisístrato.

## El plural para Hipias
La frase «sobre los Pisistrátidas» se utilizó durante los 17 años de gobierno de Atenas, inicialmente por Hipias e Hiparco, y luego exclusivamente por el primero. Específicamente, Hiparco fue asesinado en julio o agosto de 514 a. C. por los amantes Harmodio y Aristogitón, por lo que Hipias gobernó solo los siguientes 4 años. Sin embargo, incluso después de la muerte de Hiparco, los historiadores siguieron utilizando el término en plural (Pisístratidas) para referirse al gobierno, aunque lógicamente debería referirse al singular - al Pisistrátida Hipias.
Este plural no se justifica por la presencia de otros hermanos, porque aunque existían, no participaron en el gobierno. Se argumenta que el término se mantuvo en plural porque desde el principio implicaba principalmente la oligarquía de la época. Un nieto de Pisístrato, llamado también Pisístrato, hijo de Hipias, fue elegido en el 521 a. C. como arconte epónimo. Otros parientes, de segundo o tercer grado, ocuparon todos los cargos importantes durante el período de casi poder absoluto de los Pisistrátidas.
En cuanto a los cinco hermanos de Hipias, ninguno de los hijos de los tres matrimonios de su padre, excepto Hiparco, participó en el gobierno del Estado de Atenas.
En resumen, Hippas no tenía hermanos o hermanas del segundo matrimonio de su padre, el que hizo Pisístrato por razones políticas con la hija del  Alcmeónida Megacles; Pisístrato se casó con ella pero no quiso tener un sucesor de ella. Pisístrato temía que las Alcmeónidas, con su dinero y conexiones políticas, pudieran marginar a Hippias y a Hipparchus y imponer su propio Pisístrato. Hippias tenía solo un hermano de sangre, Hipparchus, de su primer matrimonio de su padre. También se menciona una hermana que, sin embargo, no tuvo actividad política, como cualquier otra mujer ateniense de la época.
Quedan los medios hermanos de Hipias, de Argia de Argos, Hegesístrato y Tetalo, para justificar el plural de los "Pisístratidas". Hegesístrato  estaba ausente en Sigia de Jonia, donde fue tirano desde la época de su padre, por lo que no tuvo ninguna participación en los asuntos de Atenas. Tetalo se presenta como no involucrado en política. Otros lo citan como una persona políticamente democrática que permaneció deliberadamente al margen del gobierno tiránico y generalmente disfrutaba del respeto de los ciudadanos. Otros lo presentan como animado y problemático, pero aun así «muy joven" e inactivo en política». Aristóteles también menciona a un hermano Iofoanto, que se cree que murió muy joven. Ninguno de los hermanos justifica el plural en los cuatro años de gobierno de Hippias, por lo que el plural parece indicar la oligarquía de la época.

## ¿Quién gobernaba realmente?
Para el gobierno de 14 años de los dos Pisistrátidas, hay pocos elementos para que alguien pueda distinguir con certeza las acciones de Hipias de las de Hiparco y concluir quién fue el verdadero tirano o quién era al menos la mente política líder. Todo indica, sin embargo, que ambos eran de mediana edad (40-50 años) y no hay consenso sobre quién fue el primogénito.
Algunos consideran más importante figura política en la tiranía a Hiparco, pero esto puede deberse a su preocupación por enriquecer la biblioteca de su padre y en general a su cuidado especial por la cultura. Aristóteles y Tucídides se refieren al papel de Hiparco con certeza. Afirman que Hiparco, el tirano, solo estaba interesado en las artes y el amor y que el líder real era Hipias. También señalan que la única razón por la que el nombre de Hiparco se hizo tan famoso fue porque fue asesinado. Tucídides, por lo que escribe, muestra que sus contemporáneos creían lo contrario, es decir, que el verdadero tirano era Hiparco. En sus escritos, de hecho, parece casi enfurecido con esta percepción errónea, ya que en su opinión, Hipias era obviamente el líder de la familia después de la muerte de Pisístrato. Indirectamente atribuye la distorsión de los hechos al intento de los atenienses de olvidar que habían derrocado la tiranía gracias a los lacedemonios y de seguir creyendo lo que les gustaba, es decir, que ellos mismos habían derrocado la tiranía con Harmodio y Aristogitón.
Otros historiadores también mencionan esta razón principal para la prominencia de Hiparco. Atribuyen la creencia de que Hiparco era el verdadero líder a la opinión pública de los atenienses, así como a los juegos políticos contra los Alcmeónidas después del derrocamiento de la tiranía. Específicamente, el acto de Harmodio y Aristogitón pasó inmediatamente al lenguaje cotidiano de la época como "tiranicidio" y cuando los atenienses se liberaron de la tiranía cuatro años después con la ayuda de Cleómenes de Esparta y por iniciativa de los Alcmeónidas, espontáneamente quisieron reducir la participación de Esparta en la restauración de su régimen democrático. Al mismo tiempo, las familias que eran opositoras a los Alcmeónidas quisieron rebajar la participación de esta poderosa familia en un área tan vital para la ciudad como la caída de la tiranía.
Por lo tanto, mientras que el pueblo instintivamente despreciaba a Esparta y las facciones políticas conscientemente querían neutralizar de alguna manera la influencia de los Alcmeónidas, exageraron el carácter anti-tiránico del acto del par de amantes Harmodio y Aristogitón y los elevaron a políticamente sensibles asesinos de tiranos, poniendo en segundo plano la rivalidad amorosa y la venganza que, en principio, alentaron sus acciones.

## Gobernanza conjunta
En general, durante los primeros 13 años del período de los Pisistrátidas, las estimaciones sugieren que las cosas fueron suaves y positivas, en un espíritu conciliador. Hiparco es presentado como el intelectual de la familia. Gracias a él, el poeta lírico Laso de Hermíone llegó a Atenas y fundó una escuela de poesía ditirámbica, siendo su estudiante Píndaro. Hiparco también llamó desde Ceos y hospedó bajo su protección al poeta Simónides de Ceos, al poeta elegíaco Teognis y otros.
Parece que Hipias, posiblemente en acuerdo con su hermano Hiparco, buscó ser elegido como arconte de Atenas inmediatamente después de la muerte de su padre para legitimar su posición. De hecho, en el año 526 a. C., Hipias fue elegido como arconte epónimo. El hecho de que el siguiente año (525 a. C.) fuera elegido como arconte epónimo el alcmeónida Clístenes es decir, un representante de una familia con la que Pisístrato tenía muy malas relaciones y que había exiliado, demuestra que los Pisístrátidas estaban haciendo en ese momento un cierto tipo de apertura política frente a otras familias aristocráticas. Esta apertura probablemente también ocurrió en los últimos años de la vida de Pisístrato y los Alcmeónidas ya habían regresado del exilio.
Sin embargo, es seguro que los hijos de Pisístrato buscaron una formal y superficial al menos nivelación de relaciones con varias facciones aristocráticas durante los pocos años después de la muerte de Pisístrato para evitar posibles movimientos subversivos. No solo los Alcmeónidas que querían una parte del poder, sino también la familia del campeón olímpico Cimón, cuyo hijo Milcíades se convertiría más tarde en héroe en la batalla de Maratón. Milcíades fue elegido arconte epónimo en el año 524 a. C., es decir, en el año siguiente al de la elección de Hipias, a pesar de las malas relaciones de la familia de Cimón con Pisístrato. Esto no muestra que fue elegido en contra de la voluntad de Hipias y Hiparco, ya que los dos hermanos siempre controlaban de manera directa o indirecta la elección del arconte epónimo. Muestra, por el contrario, que los Pisistrátidas se presentaban como tiranos relajados que seguían una política de puente hacia otras familias políticamente influyentes.
Sin embargo, esta superficial nivelación de relaciones terminó pronto, ya que en ese momento (probablemente incluso en el año en que Milciades fue elegido arconte epónimo) el padre del campeón olímpico Cimón fue asesinado por una banda. En ese momento, los aristócratas, los estrategas que eran aclamados en las batallas y los Olímpicos tenían una influencia política importante. Algunos de ellos tendían a explotar el respeto del pueblo hacia ellos y, dado que eran populares, mostraban tendencias de apropiación del poder. Así, los tiranos intentaban limitar la influencia de los atletas olímpicos porque los vieron como rivales potenciales.
En cuanto a Cimón en particular, Pesístrato ya lo había exiliado. La razón es desconocida, pero la verdadera razón era que había ganado varias veces como campeón olímpico en carreras de carros, la última victoria en el trígono fue en el 528 a. C. Los historiadores incluso mencionaron el rumor de que renunció a su segunda victoria consecutiva en el trígono en el 532 a. C. para regresar del exilio y reconoció al tirano Pisístrato como ganador, quien se cree que participó en el mismo evento. Cimón fue asesinado por una banda en el 525 a. C. o un poco después, y en ese momento el mundo, y especialmente su hijo —el gobernante de Tracia, Milcíades— decía que la banda había actuado bajo las órdenes de Hipias e Hiparco.
El asesinato resultó en que las relaciones entre las dos familias se enfriaran completamente, aunque los Pisistrátidas habían expresado sus condolencias por la muerte de Megacles y negaban cualquier participación en el crimen. El campeón olímpico Cimón había tenido dos hijos en el ínterin, Milcíades y Esteságoras, pero estos no vivían en Atenas y gobernaban como tiranos en la península tracia. Poco después, Milcíades dejó Atenas para asumir el gobierno de la península tracia como sucesor natural, ya que era sobrino del Milcíades el Viejo y hermano de Esteságoras, pero en realidad se trataba de una salida o partida debido a las tensas relaciones con los Pisistrátidas.
Hipias e Hiparco, independientemente de las aperturas inestables a los aristócratas, seguían manteniendo su propio ejército de mercenarios, como todos los regímenes tiránicos, ya que los mercenarios y la neutralización o la adhesión de los demás nobles eran la única manera de que los tiranos ejercieran una política personalista. Este ejército fue sostenido por los ingresos que los dos hermanos obtuvieron de las minas de oro y plata en la región de Pangeo que su padre había explotado anteriormente y que ellos habían heredado. También se mantuvo en parte por el tesoro público de Atenas.

## Su obsesión por la adivinanza
Los dos hermanos albergaban una profunda fe en las supersticiones o bien podrían haberlas empleado como medio para manipular a las masas. Las pruebas indican que ambos eran creyentes fervorosos. De todas formas, se mostraban obsesionados con la interpretación de los oráculos y los sueños. Incluso tenían en su poder un conjunto de oráculos provenientes del Oráculo de Delfos y otras profecías que sugerían que Atenas se vería enfrentada a Esparta en un combate en la Acrópolis de Atenas.
Se cuenta que Hipias tenía por confidente a un poeta y adivino llamado Onomácrito, quien se encargaba de recopilar poemas y antiguos oráculos. Sin embargo, finalmente lo exilió después de descubrir que falsificaba antiguos oráculos, en particular uno que anunciaba que Lemnos se hundiría en el mar. Onomácrito también alteraba antiguos poemas o incluso la obra de Homero, agregando sus propios versos según su conveniencia o preferencia. La familia de los Pisístrátidas, no obstante, volvió a contratar los servicios de este adivino más tarde en la corte del rey aqueménida, adonde Hipias se había refugiado tras la caída de la tiranía. En aquel entonces, le pidió a Onomácrito que le presentara únicamente oráculos favorables al gobernante aqueménida, y que ocultara los desagradables, con la intención de persuadirlo para que emprendiera una campaña contra Grecia y nombrara a Hipias como gobernante en aquella región.
Se reporta la obsesión de Hipias con los augurios, y un incidente que tuvo lugar en la batalla de Maratón, poco antes de su muerte. Un día antes, había soñado que había cometido incesto con su madre y se despertó exultante, interpretando el sueño como un augurio de que volvería a gobernar Atenas. No obstante, en la batalla de Maratón, donde participó como consejero de los persas por su conocimiento de la región y del punto de desembarco más apropiado, tuvo lugar otro incidente. En cierto momento, se asustó muchísimo y perdió varios dientes debido a su avanzada edad. Interpretó este fenómeno natural como un presagio de la segura derrota de los persas y su propia muerte.
Asimismo, se menciona un sueño profético de Hipias, que tuvo la noche previa a su asesinato, y que había intentado interpretar. Sin embargo, esto podría tratarse simplemente de una leyenda popular posterior al asesinato, pues la gente de aquella época creía en extremo en la importancia de los sueños, y era conocida la atención que los dos tiranos les prestaban.

## Asesinato de Hiparco
La muerte de Hipparco, ocurrida en el año 514 a. C., a manos de una pareja de amantes, Harmodio y Aristogitón, por motivos primordialmente personales, ha quedado inscrita en los anales de la historia como un suceso que trascendió el ámbito privado para adquirir una dimensión política y social, constituyéndose en un hito significativo en la trayectoria histórica de la tiranía de los Pisistrátidas. El asesinato de Hiparco no solo marcó un punto de inflexión en la trayectoria de la dinastía, sino que también se transformó en un símbolo de la resistencia ciudadana frente al régimen opresivo que se había instaurado en Atenas.

## Cambio en la tirania
Tras el deceso de Hiparco, la posición de Hipias sufrió un cambio significativo en diversos aspectos, y la tiranía se recrudeció. Este hecho se debió no solo al vil asesinato de su hermano, sino también a una serie de eventos que afectaron adversamente la economía de Atenas y la situación personal del gobernante. Sin embargo, corresponde indagar sobre dichas cuestiones en el artículo correspondiente a Hipias. En términos generales, la agravación de la tiranía, así como la decisión de Esparta de implicarse más activamente en Ática, conjugados con los movimientos políticos, religiosos (en dirección al Oráculo de Delfos) y militares de los Alcmeónidas, contribuyeron al aislamiento y la inseguridad de Hipias. Paralelamente, el avance de los persas en la actual Turquía europea y el este de Macedonia lo privó de los ingresos del Pangeo, lo que resultó en una difícil coyuntura económica y en la aplicación de altas tasas impositivas por primera vez. Ya no podía mantener su ejército de mercenarios ni proporcionar beneficios a aquellos miembros del pueblo que lo apoyaban.

## La caída de los Pisistrátidas
La tiranía impuesta por los Pisistrátidas arribó a su término con la caída de Hipias en el año 510 a. C. El proceso de su derrocamiento se detalla pormenorizadamente en el artículo sobre el propio Hipias, el tirano. En términos generales, después del intento fallido pero amenazador de intervención militar por parte de los Alcmeónidas y sus congéneres Peonidas y mercenarios, Hipias fue notoriamente aislado. Una gran cantidad de ciudadanos del asty habían acudido a participar en el combate entre los ejércitos de ambas familias aristocráticas. Transcurrido un año y medio, los Alcmeónidas consiguieron con su riqueza lo que no habían logrado a través de la fuerza militar: persuadieron mediante generosas donaciones, y quizás sobornos directos, al oráculo de Delfos para que apoyara su causa, es decir, la persecución de los Pisistrátidas. En cada una de las predicciones que realizaba la Pitia a un particular o a algún político espartano, solía agregar al final: «No olvides liberar Atenas». Cleómenes, quien en aquel momento ostentaba el cargo de rey de Esparta, consideró que le convenía intervenir y, valiéndose del pretexto de los oráculos, actuó para derrocar la tiranía de Atenas. Su primer intento resultó infructuoso, ya que envió una fuerza pequeña por mar y Hipias conoció el plan, preparándose adecuadamente para la victoria. En la segunda oportunidad, Cleómenes lideró personalmente la expedición y depuso a Hipias, restableciendo a los Alcmeónidas en el poder. Los Pisistrátidas partieron bajo juramento y fueron exiliados.

## Intentos de restauración de los Pisistrátidas
Los consanguíneos de Pisístrato, bajo la égida de Hipias, buscaron en un principio refugio en Sigeo, situada en Asia Menor, donde Hipias ostentaba un poder despótico y era vulnerable a los persas, particularmente a su hermanastro heterotálico, Hegesístrato. A partir de allí, Hipias se esforzó por persuadir a los espartanos a fin de que lo restituyeran en el poder, haciendo hincapié en que su regreso al gobierno redundaría en provecho tanto de Esparta como de Corinto. No obstante, pese a las enérgicas presiones personales del rey espartano Cleómenes, la Liga del Peloponeso no accedió, e Hipias partió de allí, despechado y desilusionado. A continuación, volvió a refugiarse en Sigeo y, más tarde, en la corte del monarca aqueménida, a quien intentó persuadir para que lanzara una expedición contra Atenas, si bien es cierto que la expedición contra Grecia ya estaba predeterminada. Cuando los persas desembarcaron en Maratón, Hipias, en calidad de consejero, los acompañó, a pesar de su avanzada edad. Es probable que allí mismo falleciese o poco después, en Lemnos, durante el retorno de los persas vencidos.

## Informes tras la muerte de Hipias
De conformidad con los registros históricos, los descendientes de Hipias, que no tuvo hijos, y en general los parientes de Pisístrato, se mencionan nuevamente como Pisistrátidas, en el sentido del apellido familiar. Específicamente, reaparecieron diez años después de la muerte de Hipias, posiblemente encabezados por Pisístrato, el hijo de Hipias y nieto del tirano Pisístrato, justo antes de la batalla de Salamina en el 480 a. C., cuando los atenienses estaban en una situación desesperada. En aquel entonces, los Pisistrátidas les propusieron negociar y entregarse a Jerjes. Los atenienses rechazaron la propuesta y los Pisistrátidas se retiraron. El principal linaje de su familia debe haber estado viviendo en la corte del rey persa desde entonces o quizás ya estaba allí.
Específicamente, en lo que respecta al hijo de Hipias y nieto del tirano Pisístrato, el joven Pisístrato, que fue elegido arconte con su apellido en el 521 a. C., existen referencias que lo señalan como el principal oponente de los Alcmeónidas en el 495 a. C., justo antes de la batalla de Maratón. Además, hay una referencia nuevamente a alguien llamado Pisístrato en el 485 a. C., como candidato a ostracismo y exilio. No está completamente verificado que los atenienses permitieran que un descendiente de Pisístrato regresara y fuera tan activo políticamente, por lo que podría tratarse de una homonimia. De hecho, las pruebas sugieren la homonimia, ya que los Pisistrátidas fueron excluidos de todos los decretos de amnistía emitidos en los años siguientes.